# Obbe Philips
Obbe Phillips (Leeuwarden, ca. 1500 - Noord-Duitsland (?), 1568) was een van de belangrijkste leiders van de Nederlandse dopers na de ondergang in 1535 van het rijk van Jan Matthijs en Jan van Leiden in Münster. Tegenover het gewelddadige optreden van de Munsterse dopers legde hij de grondslag voor de geweldloosheid die kenmerkend werd voor de mennonieten en doopsgezinden. In de periode voor de opkomst van Menno Simons werden de geweldloze dopers korte tijd aangeduid als Obbieten of Obbenieten.
Obbe was de zoon van een katholiek priester en werkte na een medische opleiding als chirurgijn en barbier in zijn geboortestad. Rond 1530 raakte hij betrokken bij een door de Reformatie beïnvloede kring rond Gellius Faber, de pastoor van Jelsum, maar sloot zich in november 1533 onder invloed van de prediking van Melchior Hofmann aan bij de dopers, ook wel wederdopers of anabaptisten genoemd. De dag nadat Obbe de volwassendoop ontvangen had, werd hij aangesteld als oudste met als opdracht om de doperse gemeenten te leiden. De overheid zette meteen een prijs op zijn hoofd en hij begon een rondreizend leven. Hij stelde David Joris en zijn eigen broer Dirk aan als oudsten en leverde daarmee een belangrijke bijdrage aan de organisatie van de doperse beweging.
Na het mislukken van de vestiging van het duizendjarig rijk in Münster preekte Obbe in navolging van de Duitse spiritualistische doper Hans Denck dat het duizendjarig rijk niet door geweld moest worden gerealiseerd, maar gelovig moest worden verwacht. Ondanks de in hevigheid toegenomen vervolgingen doopte hij een groot aantal mensen, onder wie de pastoor van Witmarsum, Menno Simons, die na hem de belangrijkste leider van de dopers zou worden. Obbe hing spiritualistische ideeën aan, wat er onder andere toe leidde dat hij weinig belang hechtte aan het handhaven van de zuiverheid van de gemeente, aangezien de ware kerk voor hem geestelijk en onzichtbaar was. Tussen 1539 en 1541 verliet hij de doperse beweging en de leiding kwam in handen van Menno Simons en zijn broer Dirk, die beiden het spiritualisme afwezen. Obbe werkte hierna weer als barbier in onder andere Wismar en Rostock. Tijdens zijn verblijf in Wismar sprak Menno de ban over hem uit.
Over Obbes verdere leven is vrijwel niets bekend. Wel schreef hij nog een autobiografie waarin hij zijn breuk met de dopers verantwoordde, Bekentenisse Obbe Philipsz, waer mede hy verclaert, zijn predick-ambt zonder wettlicke beroepinge gebruyckt te hebben. Dit waarschijnlijk kort voor 1554 geschreven handschrift werd in 1584 door een calvinistische uitgever gepubliceerd. In het boek stelde Obbe dat zijn aanstelling tot oudste door volgelingen van Jan Matthijs onwettig was geweest, aangezien deze daar niet toe bevoegd was. Dit had tot gevolg dat alle aanstellingen door hemzelf ook onwettig waren, wat de legitimiteit van de doperse beweging in de Nederlanden en het noorden van het Duitse Rijk ter discussie stelde.
- Biografisch Portaal: 92421717
- Digitale Bibliotheek voor de Nederlandse Letteren: phil030
- Gemeinsame Normdatei: 124624464
- International Standard Name Identifier: 0000 0000 1868 7622
- Nederlandse Thesaurus van Auteursnamen: 074893122
- Virtual International Authority File: 30475711
- WorldCat: E39PBJqBr69rx8b88pXTq4q4v3